# Шален (Эн)
Шале́н (фр. Chaleins) — коммуна во Франции, находится в регионе Рона — Альпы. Департамент — Эн. Входит в состав кантона Сен-Тривье-сюр-Муаньян. Округ коммуны — Бурк-ан-Брес.
Код INSEE коммуны — 01075.

## География
Коммуна расположена приблизительно в 370 км к юго-востоку от Парижа, в 31 км севернее Лиона, в 38 км к юго-западу от Бурк-ан-Бреса.
По территории коммуны протекает небольшая река Матр (фр. Màtre).

## Климат
Климат полуконтинентальный с холодной зимой и тёплым летом. Дожди бывают нечасто, в основном летом.

## История
Первые упоминания о деревне относятся к X веку.

## Население
Население коммуны на 2010 год составляло 1165 человек.
| 1962 | 1968 | 1975 | 1982 | 1990 | 1999 | 2010 |
| ---- | ---- | ---- | ---- | ---- | ---- | ---- |
| 485  | 461  | 428  | 594  | 754  | 1025 | 1165 |

## Экономика
В 2010 году среди 807 человек трудоспособного возраста (15—64 лет) 645 были экономически активными, 162 — неактивными (показатель активности — 79,9 %, в 1999 году было 75,4 %). Из 645 активных жителей работали 604 человека (323 мужчины и 281 женщина), безработных было 41 (19 мужчин и 22 женщины). Среди 162 неактивных 73 человека были учениками или студентами, 53 — пенсионерами, 36 были неактивными по другим причинам.

## Фотогалерея

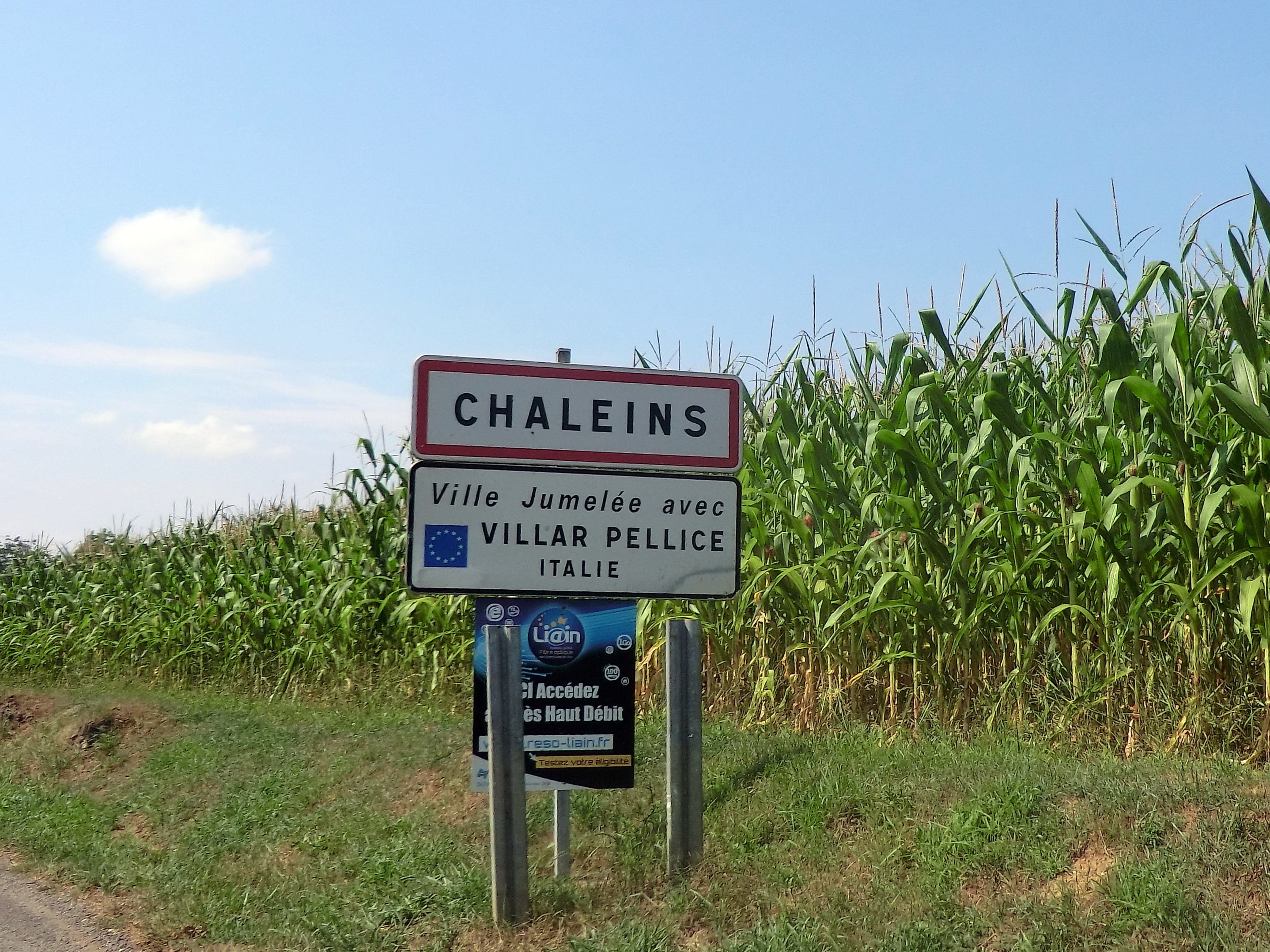
Знак на въезде в Шален
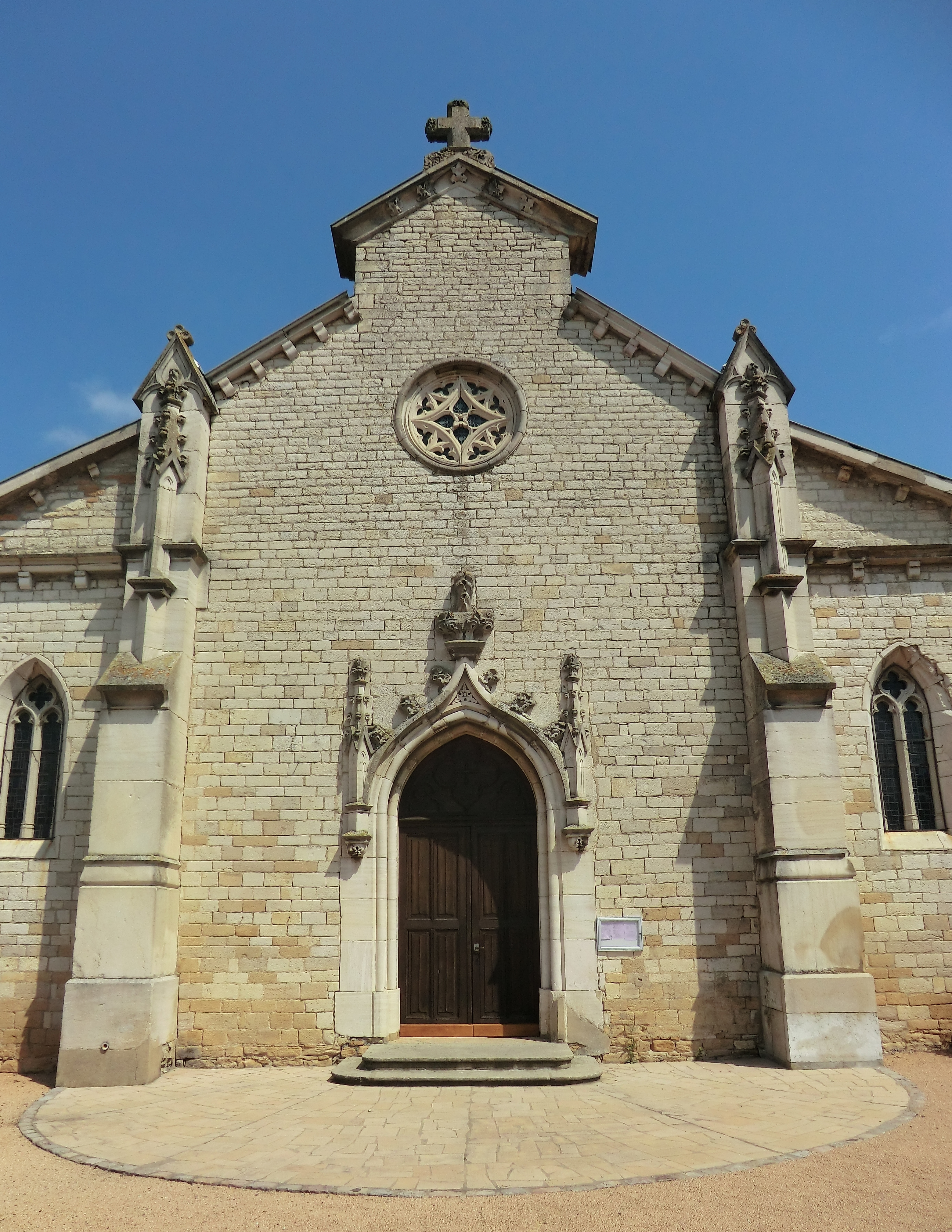
Церковь Св. Иулиана
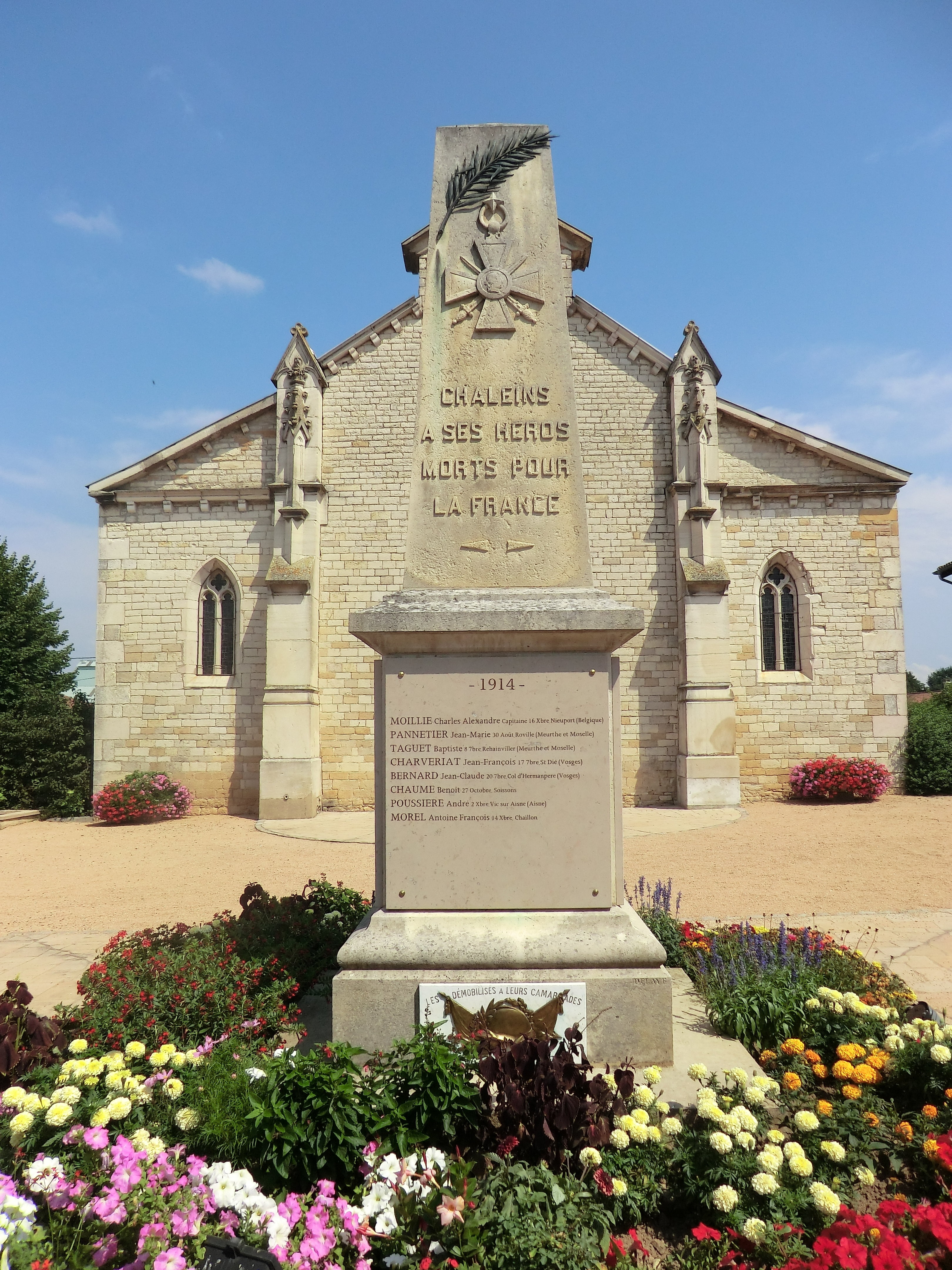
Военный мемориал
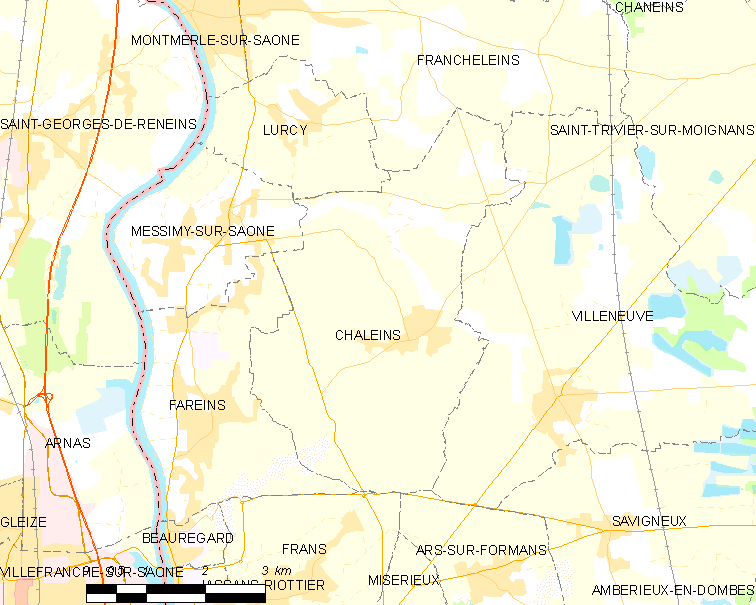
Карта коммуны